# Eiji Ueda
Eiji Ueda (上田 栄治, Ueda Eiji) est un footballeur japonais né le 22 décembre 1953. Il évoluait au poste d'attaquant.

## Biographie

### Carrière d'entraîneur
Il dirige la sélection de Macao de 2000 à 2002, puis l'équipe du Japon féminine de 2003 à 2004.

## Palmarès de joueur
- Champion du Japon en 1977, 1979 et 1981
- Vice-champion du Japon en 1980
- Vainqueur de la Coupe du Japon en 1977 et 1979
- Finaliste de la Coupe du Japon en 1982
- Finaliste de la Coupe de la Ligue japonaise en 1978